# Š (слово латинице)
Š је двадесет пето слово српске латинице. Осим у српском, слово постоји и у хрватском, бошњачком, црногорском, словеначком, чешком (из кога је и преузето), словачком, литванском, летонском естонском и Финском језику. У српском језику спада у безвучне предњонепчане сугласнике.

## Информатичко кодирање
У Латеху се слово Š, као и мало слово š, може записати (кодирати) током писања текста. Š се кодира као \v{S}, а š као \v{s}.